# Talinum rostratum
Talinum rostratum är en tvåhjärtbladig växtart som beskrevs av Hipólito Ruiz López och Pav. apud Lopez. Talinum rostratum ingår i släktet taliner, och familjen Talinaceae. Inga underarter finns listade i Catalogue of Life.